# Bovision
Bovision är en svensk bostadsportal för bostadssökande på internet som lanserades, som den första i sitt slag i Sverige redan 1996. På portalen finns ett brett utbud av bostäder både i Sverige och i utlandet. Bostadsrätter, villor, radhus, fritidshus, gods och gårdar, tomter, ägarlägenheter, hyresrätter, studentlägenheter samt utlandsbostäder, villor och lägenheter för företag.
Företaget som skapade Bovision var företaget Bovision AB som registrerades 1990 i Kalmar. Den finska mediekoncernen Alma Media köpte Bovision och systersajten Objektvision Capitex AB 2006. 2012 köptes Bovision av PR Affärsutveckling i Sverige AB. Sedan 2018 ägs Bovision av oberoende investerare. 